# Orthostigma crassinerve
Orthostigma crassinerve är en stekelart som först beskrevs av Fischer 1969.  Orthostigma crassinerve ingår i släktet Orthostigma och familjen bracksteklar. Inga underarter finns listade i Catalogue of Life.